# István Hatvani
István Hatvani   (Rimavská Sobota, 21 de novembre de 1718 - Debrecen, 16 de novembre de 1786) fou un matemàtic i metge hongarès del segle xviii conegut per ser un dels iniciadors de l'estadística aplicada.
Els seus pares volien que fes una carrera eclesiàstica i va estudiar a diferents escoles de les actuals Eslovàquia i Hongria fins que va ingressar a la universitat protestant de Debrecen. El 1739, en declarar-se una epidèmia a Debrecen, se'n va anar a Lučenec on va exercir com a tutor. El 1741 va retornar a la Universitat de Debrecen i, després de graduar-se el 1745, va continuar els seus estudis de medicina i teologia a la Universitat de Basilea sota el mestratge de Johann i Daniel Bernoulli, becat per la ciutat de Debrecen. El 1748, un cop doctorat, viatja als Països Baixos per ampliar estudis a Utrecht i Leiden, i, rebutjant ofertes d'altres universitats alemanyes, retorna a Debrecen on començarà la seva carrera docent a la universitat protestant de la ciutat el 1749. En aquest període rebrà la malnom de Doctor Faust hongarès perquè, segons una llegenda, el dimoni es va aparèixer als estudiants amb la seva figura.
L'obra més significativa de Hatvani és Introductio ad principia philosophicae solidioris (1757) en la que presenta la ciència estadística, basant-se en l'Ars conjectandi de Jakob Bernoulli. No solament presenta els aspectes teòrics de la ciència sinó que, valent-se dels seus coneixements mèdics, intenta donar resposta a alguns dels descobriments que fa, com per exemple que la mortalitat dels nadons en el primer any de vida és a Debrecen del 34%, mentre que a altres llocs és del 19%. També va ser l'introductor de les teories físiques de Newton a Hongria, tot i que no existeixen llibres seus sobre el tema; no obstant els seus llibres filosòfics proven que era un copernicà i newtonià.